# Ionomeer

Kationen vormen ionische bindingen met de carboxylgroepen van polymeerketens van een ionomeer

Een ionomeer is een thermoplastisch polymeer met ionische bindingen tussen de polymeerketens. Deze ionische bindingen of crosslinks beïnvloeden sterk de eigenschappen van het polymeer.
Er zijn veel verschillende ionomeren mogelijk, maar commerciële ionomeren zijn bijna uitsluitend copolymeren van etheen met acrylzuur of methacrylzuur, waarbij de carboxylgroepen gedeeltelijk geneutraliseerd zijn met kationen van een metaal (hoofdzakelijk natrium, zink of lithium), of van een diamine.
De term "ionomeer" werd in 1964 ingevoerd door Du Pont, dat toen het nieuwe Surlyn op de markt bracht. Du Pont produceert Surlyn onder meer in Dordrecht. Iotek is een merknaam van ExxonMobil Chemical voor etheen-acrylzuurionomeren.

## Bereiding
Om het ionomeer te maken wordt het copolymeer, dat tot ongeveer 10% zuurgroepen bevat, gesmolten en bij 150-170°C intens gemengd met de gepaste hoeveelheid metaalverbinding (bijvoorbeeld poedervormig natriumhydroxide, zinkoxide, zinkcarbonaat) om een deel van de zuurgroepen te neutraliseren. Het restproduct gevormd door de vrijgezette protonen en de anionen van de metaalverbinding kan, als het wateroplosbaar is, worden uitgedampt; anders moet er een extra stof bijgevoegd worden om het oplosbaar te maken.
De neutralisatie met amines kan in oplossing gebeuren, door een waterige oplossing van het amine te mengen in een oplossing van het copolymeer in bv. xyleen of tolueen. Na de reactie wordt het ionomeer van het oplosmiddel gescheiden, bijvoorbeeld door precipitatie, en verder gedroogd.

## Eigenschappen
Door variaties in de hoeveelheid van de zure comonomeer, de graad van neutralisatie en de gebruikte metaalverbinding kan men vele verschillende ionomeren produceren op basis van etheen. De eigenschappen verschillen weinig tussen ionomeren met acrylzuur of methacrylzuur.
Ionomeren op basis van etheen zijn semi-kristallijne, thermoplastische polymeren met goede mechanische eigenschappen. Ze zijn sterk, elastisch en goed verwerkbaar. De rekstijfheid en treksterkte is hoger naarmate de graad van neutralisatie hoger is. Bij hogere neutralisatiegraad verlaagt wel de rek bij breuk. Naargelang deze neutralisatiegraad ligt die tussen 500 en 300%.
Ze zijn helder, transparent en glanzend. Ze hechten goed op andere materialen en kunnen bv. aangebracht worden op metaalfolie of glas. Ze zijn minder doorlaatbaar voor vetten of oliën dan conventionele polymeren. Dat maakt ze geschikt als verpakkingsmateriaal. Ze zijn wel relatief goed doorlaatbaar voor zuurstof, wat voor sommige toepassingen een extra barrièrelaag nodig maakt.
Omdat ionomeren kationen bevatten kunnen ze vocht absorberen; het water werkt als weekmaker. Ionomeren met natrium absorberen relatief het meeste water.

## Toepassingen
De belangrijkste toepassing van deze ionomeren is als flexibel verpakkingsfolie of -film, zowel enkellagig als meerlagig (coëxtrusie is mogelijk) of als coating op karton of aluminium. Films kunnen strak rond scherpe punten getrokken worden zonder dat ze doorprikt worden; dat maakt ze geschikt voor zogenaamde "skinverpakkingen" (skin packs), die bestaan uit een karton waarover een dunne film van het polymeer is aangebracht die het product nauw omsluit. Ionomeerfilm wordt gebruikt om voedingsmiddelen, vloeistoffen en geneesmiddelen te verpakken.
Omwille van de goede veerkracht en weerstand tegen impact hebben ze ook een aantal toepassingen in de sport:
- de buitenste laag van golfballen;
- de onderkant of "slick" van bodyboarden;
- transparente coating van bowlingpins.

Andere toepassingen zijn o.a.:
- Dopjes van parfumflesjes, vanwege de transparantie en weerstand tegen oplosmiddelen van ionomeren;
- Versterken van het hiel- of teengedeelte van schoeisel, m.n. voor trekkingschoenen of legerlaarzen;[2]
- Coating van glas, of tussenlaag tussen glasplaten, voor veiligheidsglas,[3][4] als alternatief voor het gebruikelijke polyvinylbutyral. Du Pont verkoopt een "ionoplast"(ionomeer-thermoplast)-tussenlaag voor veiligheidsglas voor gebouwen en auto's onder de merknaam SentryGlas Plus. In vergelijking met PVB zou dergelijke tussenlaag vijfmaal sterker zijn en honderdmaal stijver[5].

Ionomeren kunnen geschuimd worden. Ionomeerschuim wordt onder meer gebruikt voor de kern van softbalballen.

## Andere ionomeren
Er zijn vele andere soorten ionomeren bereid, bijvoorbeeld op basis van styreen, methylmethacrylaat of vinylacetaat in plaats van etheen.
Van EPDM-rubber kan een ionomeer gemaakt worden door het te mengen met zwavelzuur en daarna gedeeltelijk te neutraliseren met een metaalhydroxide of -carbonaat. Hier worden dus sulfonaat- in plaats van carboxylgroepen ingevoegd. Deze polymeren hebben sterke crosslinks en zijn niet smeltbaar, tenzij er een additief wordt aan toegevoegd zoals zinkstearaat. Dan worden ze thermoplastische elastomeren.
Nafion (merknaam van Du Pont) is een copolymeer van tetrafluoretheen waarin ook sulfonzure groepen zijn ingebracht; maar deze zijn niet geneutraliseerd. Dergelijke zuurpolymeren noemt men ook ionomeren. Uit Nafion worden onder meer PEM-membranen vervaardigd voor het ionentransport in brandstofcellen.
Het "glasionomeer" in glasionomeercement is ook niet thermoplastisch verwerkbaar.